# El Anillo Rojo
El Anillo Rojo es el nombre que recibía un club que reunía a personas homosexuales en la ciudad chilena de Antofagasta. Se hizo conocido producto de la redada policial a una fiesta realizada en la madrugada del 18 de marzo de 1973, que generó reacciones y debates tanto en la prensa como en la ciudadanía sobre la homosexualidad y la transexualidad.

## Historia
La noche del 17 de marzo de 1973, los integrantes del club El Anillo Rojo se habían reunido en una casa ubicada en la avenida Argentina 3002 —conocida popularmente como «Casa de Palo»— para realizar una fiesta junto a un grupo de conscriptos de distintas unidades militares de la ciudad. Luego de una llamada telefónica a Carabineros denunciando ruidos molestos y posible consumo de drogas, a las 1:30 de la madrugada del 18 de marzo un grupo de policías de la Tercera Comisaría de Antofagasta acudió al lugar, procediendo a detener a ocho personas que se encontraban vestidas con ropas femeninas, junto a 14 conscriptos y 2 estudiantes universitarios.
Entre los homosexuales detenidos se encontraban personas apodadas como «La Wanda», «La Macarena», «La Leo Champán», «La Leo Mujer de Oro», «La Kika», «La Twiggy», «La Manola» y «La Marcela», esta última correspondiente a Marcia Torres, quien adquirió notoriedad en 1974 al ser la primera persona en Chile que solicitaba su cambio de sexo y nombre registral luego de una serie de cirugías realizadas en Santiago.
La mañana del lunes 19 de marzo los detenidos fueron puestos a disposición del Segundo Juzgado del Crimen de Antofagasta, a cargo del juez Juan Sinn Bruno, quien luego de tomarles declaraciones los dejó en prisión por cinco días y en libre plática mientras se discutía un posible proceso judicial; en la misma jornada los conscriptos fueron dados de baja y trasladados a la Cárcel para ser juzgados por los tribunales civiles. El 21 de marzo el abogado Hugo Soto tomó la defensa de tres de los detenidos, luego de que cada uno de ellos pagara 13 000 escudos, y tres días después todos los arrestados en la fiesta fueron liberados por falta de méritos.

## Reacciones
La prensa local dio una amplia cobertura a los hechos generando escarnio público de los detenidos, a la vez que presentó opiniones de distintos especialistas y actores sociales sobre la homosexualidad y la transexualidad; el titular principal de La Estrella del Norte del 19 de marzo de 1973 señalaba: «22 detenidos en orgía de homosexuales. Ocho mariposones vestidos de mujer, con pelucas, uñas y pestañas postizas, con sus respectivos “pinches” fueron aprehendidos en el exclusivo Club El Anillo Rojo de Avenida Argentina 3002.», mientras que el diario El Popular tituló en portada: «Detienen a un grupo de invertidos en avenida Argentina». Entre las personas entrevistadas por los diarios antofagastinos para opinar sobre el caso se encontraban el alcaide de la Cárcel local, Alfonso Monjes Villagrán, el general Joaquín Lagos Osorio —comandante de la Primera División del Ejército—, la psicóloga María Alburquenque —del Departamento de Educación de la Universidad del Norte— y una monja de la Comunidad del Buen Pastor.
Los detenidos que formaban parte de El Anillo Rojo fueron entrevistados durante su reclusión, señalando que solamente formaban parte de una reunión social y no de una orgía como señalaba la prensa local; también hicieron mención al caso de Marcia Torres («La Marcela»), quien ya se encontraba iniciando el proceso de cambio de sexo. Las crónicas periodísticas mencionaban las similitudes entre la redada de El Anillo Rojo con el escándalo de la calle Huanchaca, ocurrido en la misma ciudad en junio de 1969 y en el que 24 personas fueron detenidas; se mencionaba que El Anillo Rojo habría surgido producto de un supuesto quiebre entre los integrantes del grupo que formó parte de la fiesta en la calle Huanchaca.